# Prison de Birmingham
HM Prison Birmingham
La prison de Birmingham (en anglais : HM Prison Birmingham), également connue sous le nom de Winson Green Prison, est une prison britannique pour hommes de catégorie B/C située dans le quartier de Winson Green à Birmingham en Angleterre. La prison, dont la gestion était assurée par l'entreprise G4S depuis 2011, est de nouveau exploitée par les Services pénitentiaires britanniques (His Majesty's Prison Service) depuis 2018.

## Fonctions et conditions
La prison de Birmingham, locale de catégorie B, détient des prisonniers hommes majeurs, desservant la Cour de la Couronne et les cours de Magistrat de Birmingham, Litchfield, Sutton Coldfield, Tamworth, Dudley, Warley et Telford,. Sa capacité est de 1 450 prisonniers. La prison accueille principalement des prisonniers de catégorie B mais également des prisonniers de catégorie C et quelques-uns de catégorie D. La population carcérale est mixte, soit des ppersonnes reconnues coupables et d'autres en attente de procès.
Le Derby College (en) assure la formation à la Winson Green Prison. Les programmes de formation pour détenus comprennent les qualifications de base, le briquetage, plomberie, la peinture de bâtiment, la charpenterie, la menuiserie, la conduite de chariot élévateur, l’entretien commercial, les services de traiteur, les textiles, la coiffure, les technologies de l’information et de la communication, l’administration, les arts visuels et les arts de la scène. Tous ces programmes procurent une certification comme la National Vocational Qualification (en), et il est possible de poursuivre les études à l’Open University. Le Manchester College assure une formation générale.
Les services de bibliothèque sont assurés par la bibliothèque municipale de Buckingham; tous les détenus ont accès à ce service. Outre des services pour autodidactes, la bibliothèque dispose de collections particulières en droit, en employabilité, en santé, en information communautaire, en anglais langue seconde, en langues diverses et en compétences de base. Le centre d’apprentissage de la bibliothèque dispense d’autres services de soutien aux besoins spécifiques d’apprentissage, par exemple aux dyslexiques. 
L’éducation physique et sportive à la prison de Birmingham est fournie sur une base quotidienne, incluant les soirées en semaine. Les installations permettent la pratique de différents sports, dont certains liés aux connaissances de base de niveau 2 de la NVQ en sport et loisir. 
Birmingham dispense les services de chapelains de l’Église catholique, de l’Église d’Angleterre, de l'Église libre d’Angleterre (en) et de la foi musulmane. Du personnel assure des services religieux pour les Sikhs, les bouddhistes et les hindouistes.
La prison connaît un taux d'agression très élevé. Un total de 164 d'agressions sont signalées en 2016, une augmentation de 80 % par rapport à l'année précédente et le plus haut nombre depuis seize ans. La consommation de drogues y est un problème important. Les conditions violentes s'intensifient lors d'une émeute majeure le 16 décembre 2016, la pire en Grande-Bretagne en 25 ans. Environ 600 prisonniers participent aux troubles pendant plus de douze heures. Quelque 240 prisonniers sont alors relocalisés.
Le ministère de la Justice du Royaume-Uni octroie la cote 2 à l'établissement, soit en deçà d'une bonne performance (2011). Le budget annuel s'élève à 28 000 000 livres sterling (2011-2012), soit environ 32 000 livres par prisonnier (2010). Le coût de rénovations nécessaires à la suite d l'émeute est de 2 000 000 livres. 

## Architecture
L'immeuble est d'architecture victorienne. Les cellules sont à occupation simple ou double. L'établissement compte quatre ailes de forme radiale autour d'un espace central. D'autres ailes se greffent à ce système initial.

## Histoire
La prison de Birmingham est construite en 1849. Plusieurs peines de mort par pendaison ont lieu à la prison jusqu’à l’abolition de la peine capitale au Royaume-Uni. Un total de 36 exécutions surviennent à la prison de Birmingham au cours du XXe siècle. La dernière personne pendue à la prison est un jeune Jamaïcain de 20 ans, Oswald Augustus Grey. Il est exécuté le 20 novembre 1962 après avoir été jugé coupable du meurtre de Thomas Bates (en) au cours d’un braquage dans Lee Bank Road à Birmingham le 3 juin 1962. Christopher Simcox (en), double meurtrier, devait être exécuté à la prison de Birmingham le 17 mars 1964, mais obtient un sursis.
En 1995, la prison de Winson Green fait l’objet de critique de la part de son bureau de visiteurs pour être trop indulgent envers les prisonniers. Cette critique prend forme après des allégations voulant que l’un des prisonniers ait passé un séjour de deux semaines à Minorque, alors qu’il était en sortie pour un week-end. En janvier 1999, un rapport d’inspection du His Majesty's Chief Inspector of Prisons (en) dénonce les conditions à la prison de Winson Green, décrivant le centre de santé du pénitencier comme les plus untidiest et les plus sales que les inspecteurs eurent jamais rencontrées. Le rapport critique également l’absence de programme de traitement des sex offender, le manque d’opportunités d’emploi et de scolarisation, de même que les conditions inadéquate d’hygiène alors que certains prisonniers ne sont autorisés à un lavage complet que trois fois par semaine.
En mars 2001, l’Inspecteur en chef déclare que les conditions se sont détériorées à la prison de Birmingham où environ 11 % des prisonniers affirment avoir été attaqués par les gardiens. Un incident implique un prisonnier souffrant de troubles mentaux n’ayant pas pu se laver ou changer de vêtements pendant des semaines du fait que le personnel croyait qu’il feignait sa maladie. En 2004, la prison est agrandie dans le cadre d’un programme d’investissement de plusieurs millions de livres sterling. Le nombre de places pour prisonniers est accru de 450 alors que de nouveaux ateliers, salles de formation, un centre de santé et un gymnase sont ajoutés en plus d’agrandissements et d’améliorations des infrastructures. Deux ans plus tard, un rapport de l’Inspecteur en chef établit que les conditions à Winson Green se sont nettement améliorées, affirmant que la prison est un lieu où des attitudes positives sont fermement enforcées.
En novembre 2007, l’Independent Monitoring Board (en) prévient dans un rapport que la surpopulation représente un risque pour les prisonniers et le personnel, pouvant amener des troubles Deux ans plus tard, le Board émet un autre rapport critiquant à nouveau la surpopulation de l’établissement. Le rapport note également que des détenus sont transférés dans des établissements plus au nord pour accommoder la hausse de la population de détenus du sud-ouest de l’Angleterre.
En 2011, la prison de Birmingham devient le premier établissement pénitentiaire public transféré au secteur privé. G4S en assure l’exploitation et la gestion depuis octobre 2011 pour une période de quinze ans,.

## Culture
La prison apparaît dans le film 1 Day (en) en 2009. 

## Prisonniers célèbres
- Les Six de Birmingham.
- Ashley Blake (en), présentateur de télévision.
- Michael Collins, révolutionnaire irlandais.
- Lee Hughes, ancien footballer du West Bromwich Albion y purge une peine de trois ans pour conduite automobile dangereuse ayant causé la mort.
- Ozzy Osbourne, chanteur du groupe Black Sabbath, y purge une peine de six mois pour evasion, infraction et vol en 1966.
- Fred West, tueur en série en renvoi en 1994. Il se suicide dans sa cellule le 1er janvier 1995, avant son procès.
- Charlie Wilson, de l’Attaque du train postal Glasgow-Londres, s’évade de la prison le 8 juillet 1965 et est capturé à Rigaud (Québec) en 1968.